# Caseta del Boix
La Caseta del Boix és una masia situada al municipi d'Olius, a la comarca catalana del Solsonès. Es troba arran de la carretera LV-3005.